# Benvävsuppmjukning
Benvävsuppmjukning är ett sjukdomstillstånd som orsakas av att mängden icke-mineraliserad benmatrix ökar. Symtom på tillståndet är bensmärtor, muskelsvaghet och benbrott. Sjukdomen är ovanlig i industrialiserade länder. Hos barn kallas sjukdomen för rakit.

## Orsaker
Den vanligaste orsaken är D-vitaminbrist, som i sin tur ger brist på kalcium (hypokalcemi). Detta kan bero på dåligt upptag i tarmen av vitamin D, brist i kosten eller brist på solljus. Äldre personer med dåliga motionsvanor och kvinnor med slöja eller burka är mer utsatta. Andra orsaker är fosfatbrist, genetiska avvikelser eller kronisk acidos.

## Undersökningar
Diagnos ställs vanligtvis genom att mäta nivåerna av D-vitamin, paratyroideahormon, njurfunktion och röntgen bör tas. För en helt säker diagnos måste även benbiopsi tas.

## Behandlingar
Behandlingen varierar beroende på orsaken till sjukdomen, men inkluderar vanligtvis tillskott av vitamin D och fosfat.